# Flip (skateboard)
Flip är ett skateboardtrick som på något sätt får brädan att snurra i luften, både horisontellt och vertikalt. 